# Trisetaria myriantha
Trisetaria myriantha là một loài thực vật có hoa trong họ Hòa thảo. Loài này được (Bertol.) D.Heller miêu tả khoa học đầu tiên năm 1991.